# 373.
◄ | 3. stoljeće | 4. stoljeće | 5. stoljeće | ►
◄ | 340-ih | 350-ih | 360-ih | 370-ih | 380-ih | 390-ih | 400-ih | ►
◄◄ | ◄ | 370. | 371. | 372. | 373. | 374. | 375. | 376. | ► | ►►
Astronomija • Književnost • Kršćanstvo

## Smrti
- 2. svibnja – Atanazije Aleksandrijski, svetac

## Vanjske poveznice
|  | Zajednički poslužitelj ima još gradiva o temi 373. |